# Коренно население на северноамериканския Югозапад
Коренното население на северноамериканския Югозапад или Коренно население на Югозапада, Индианците на Югозапада е етнографска и географска класификация на индиански племена, които преди европейския контакт населяват югозападните чести на Северна Америка и споделят обща култура.

## Територия на региона
Югозападната културна област се простира между Скалистите планини и Западна Сиера Мадре в Мексико. Континенталния вододел разделя областта, доминирана от две основни речни системи – на запад Колорадо – Хила – Сан Хуан и на изток Рио Гранде – Пекос. Културната област обхваща части от днешните щати Аризона и Ню Мексико, югозападната част на Колорадо, най-южните части на Невада и Юта, най-югоизточната част на Калифорния и крайните западни части на Тексас, както и прилежащите части на Северно Мексико.
Релефът на региона и доста разнообразен и варира от горещи пустини до високи планини. На много места платата са набраздени от дълбоки и обширни каньони и скални образувания. Въпреки че в някои части падат редовно валежи, региона като цяло се отличава със своето безводие. В допълнение към голямото географско разнообразие, в областта има значителни климатични разлики, различни почви, флора и фауна. Вследствие на тези характеристики, хората живеещи тук еволюират в различни направления, за да се адаптират към специфичната околна среда. С течение на времето се развиват различни култури, които обаче споделят общи черти. Основното сходство между тях са традиционното земеделие и изработването на керамика, както и липсата на централизирано общество и големи градски центрове.

## Праистория
Югозападната част на Съединените щати е място, което е обитавано най-отдавна постоянно от хора извън Мезоамерика. Първите хора пристигат тук между 23 000 г. пр. н. ера и 10 000 г. пр. н. ера. До около 9500 г. пр. н. ера те ловуват гигантски мамути и бизони, както и други видове животни вече изчезнали. От около 5000 г. пр. н. ера хората преминават към лов на дребни пустинни животни и събирането на семена, корени и пустинни растения. Приблизително преди 4000 години царевицата и други култури пристигат от Централна Америка. До около 500 г. хората вече имат добре развито земеделие. По това време те започват да отглеждат тикви, бобови и памук и изработват различни керамични съдове. Като цяло обаче земеделието няма голямо непосредствено влияние, но води до големи социални и икономически промени и в течение на времето се развиват 4 основни култури – Анасази, Моголон, Хохокам и Хакатая, които са силно повлияни от Мезоамерика.

### Анасази
Културата Анасази обхваща пясъчните плата, тесните каньони и широките долини в областта на тъй наречените Четири ъгъла (мястото, където се събират границите на Колорадо, Юта, Аризона и Ню Мексико). В този район има малко вода и хората Анасази развиват техники сухо земеделие. След абсорбирането им от Културата Моголон, Анасази построяват известните скални градове в Меса Верде и каньона Чако. Към 1400 г. Анасази се отказват от повечето от тези градове и се преместват в по-добре напояваните високопланински райони около Колорадо и Рио Гранде, където впоследствие се развива Културата Пуебло.

### Моголон
На края на Колорадското плато, сред гористи планини, пасища и потоци на днешна източна Аризона и югозападно Ню Мексико се развива Културата Моголон. Между 900 г. и 1200 г. Културата Мимбрес, която е част от Моголон произвежда най-качествената керамика северно от Мексико. След около 1000 г. Културата Моголон претърпява бързи промени в изкуствата, архитектурата, производството на инструменти и церемониализма, отчасти повлияни от Анасази. До 15 век доминиращата Култура Анасази е напълно абсорбирана от Моголон.

### Хохокам
Заседналият начин на живот и земеделието базирано на мащабно напояване отличава хората от Културата Хохокам, които навлизат в днешна южна Аризона около 300 г. пр. н. ера. Те живеят в западните пустини и най-вече по реките Хила и Солт Ривър. Този район е изключително горещ и сух и растат само кактуси и мескити. Хората Хохокам обаче изграждат ефективна система от напоителни канали. За разлика от другите ранни култури в Югозапада, Хохокам строят градовете си разпръснати без никакво планиране като по този начин се образуват сравнително големи села и градове. Наличието на платформени могили и игрища, служещи за церемониални и социални цели в градовете им показва социалната им връзка с Централна Америка. Едновременно с другите югозападни култури Хохокам претърпяват значителни загуби на население по неизяснени причини около 1400 г. и скоро след това изчезват. Смята се, че техни потомци са днешните пима.

### Хакатая
Последната голяма култура, Хакатая заема обширна област от двете страни на долната част на река Колорадо. Тази пустинна област е по-суха и по-гореща от тази на Хохокам. Хората Хакатая живеят в малки лагери и села, в които повечето постройки са направени от камък. Относително по-мобилни хората Хакатая са повлияни от Хохокам и от другите култури.

### Апачи/апахи и навахо
Една пета основна югозападна култура навлиза в региона около 1400 г. от север. Това били атабаскоезичните предци на днешните навахо и апачи. Те се заселват в изоставените от Анасази и Моголон територии и за разлика от предшестващите култури запазват своя номадски начин на живот.

## История
Така през 14 и 15 век основните преразпределения на териториите в Югозапада са завършени и хората били готови да се срещнат с европейците. Първите испански изследователи се срещат с 3 различни култури, които донякъде формират 3 културни подобласти на Югозапада:
- Югоизточната част, заета от апачите и навахо, чиято култура е смесица с тази на пуеблосите.
- Културата Пуебло, в долината на Рио Гранде.
- Южните пустини и долното течение на Колорадо, заети от наследниците на Хохокам и Хакатая.

През 1540 г. експедицията на Коронадо навлиза в региона да търси легендарните 7 златни града Сибола. Коронадо се среща първо със зуните, в чиято територия основава първото европейско селище в САЩ. Коронадо се оттегля след 2 години, но през 1581 г. испанците се завръщат отново. Нова Испания основава своите първи селища в долината на Рио Гранде през 1598 г. и започва да експлоатира местното население. Испанските издевателства и несправедливости водят до избухването на множество бунтове, кулминацията на които е Въстанието на пуебло през 1680 г. До средата на 17 век местното население намалява със 75 – 80 вследствие на новите болести, безразборните кланета и експлоатацията. За разлика от британските колонисти на изток, испанците не се опитват да се заселят и да заграбят индианските земи, но влиянието което оказват върху местното население е огромно. Наред с покръстването и подтисничеството те въвеждат редица нововъведения като домашните животни, вълната, текстила, пшеницата, металните инструменти и огнестрелните оръжия.
През 1821 г. Югозапада преминава под управлението на Мексико. След Мексиканско-американската война (1846 – 1848) Мексико дава целия Югозапад и Горна Калифорния на Съединените щати. След Гражданската война Щатите започват военна кампания да усмиряване и затваряне на местното население в резервати. За кратко време тази цел е постигната. Уседналите народи като пуеблосите успяват да запазят поне част от традиционните си земи и да избегнат глада и масовата депортация за разлика от повечето номадски групи като апачите и навахо. Въпреки това днес в Югозапада индианската идентичност остава относително стабилна, а индианците успяват да запазят силни традициите си и целостта на резерватите си. Притокът на външно население в региона подпомага местната икономика, което води до бум на индианските изкуства и занаяти. И въпреки доминиращата англо-испанска култура, индианците от Югозапада са може би единствените, които успяват да запазят своето културно наследство, за разлика от индианците в другите региони.

## Списък на индианските племена на Югозапада
- Апачи
  - Чирикауа – Аризона, Ню Мексико, Сонора, Чиуауа
  - Мескалеро – Ню Мексико
  - Западни апачи – Аризона
    - Аравайпа
    - Тонто

  - Хикариля – Колорадо, Ню Мексико, Тексас
  - Липан – Колорадо, Ню Мексико, Тексас
- Гуарихио
- Зуни – Аризона, Ню Мексико
- Кавелчадум
- Кахатика
- Кахита
- Кечан (Юма) – Аризона, Калифорния
- Коауилтеки – Тексас, Мексико
- Кокопа – Сонора, Аризона
- Кончо
- Кохуана (Кахуенча)
- Майо
- Мансо – Тексас, Ню Мексико
- Марикопа – Аризона
- Мохаве – Аризона
- Навахо – Аризона, Ню Мексико, Юта
- Опата – Сонора, Аризона
- Папаго – Аризона, Мексико
- Пима – Сонора, Аризона
- Пуеблоси – Ню Мексико
  - Акома – резерват №2
  - Зия – резерват №303
  - Ислета
  - Кочити
  - Лагуна
  - Намбе
  - Пекос
  - Пикури
  - Пиро
  - Похоаке
  - Сандиа
  - Сан Илдефонсо
  - Сан Фелипе
  - Сан Хуан
  - Санта Ана
  - Санта Клара
  - Санто Доминго
  - Сенеко дел Сюр
  - Тано (Хано)
  - Таос
  - Тесуке
  - Тигуа (Ислета дел Сюр)
  - Хемес
- Сери
- Собайпури – Аризона
- Сума
- Тараумара
- Тепеуан
- Тобосо
- Тубари
- Хавасупаи – Аризона
- Халийкуамаи – Аризона, Калифорния
- Халчидхома – Аризона, Калифорния
- Хокоме
- Хопи – Аризона
- Хуалапаи – Аризона
- Хумано – Тексас, Ню Мексико, Мексико
- Явапаи – Аризона
- Яки – Сонора, Аризона